# Wilhelm Gayling von Altheim
Wilhelm Gayling von Altheim (Karlsruhe, 1º settembre 1786 – Karlsruhe, 13 ottobre 1861) è stato un generale tedesco.

## Biografia
Proveniente dal ramo badense della famiglia dei baroni Gayling von Altheim, Wilhelm era figlio del primo ministro del Baden, Christian Heinrich Gayling von Altheim.
Verso il 1800 entrò al servizio della Prussia nell'esercito e combatté nella battaglia di Jena e nella battaglia di Auerstedt il 14 ottobre 1806, venendo catturato dai francesi e dai loro alleati. L'allora granduca ereditario Carlo fece pressione per la sua liberazione (all'epoca il Baden era alleato della Francia) e poi lo prese al proprio servizio nell'esercito badense. Nel 1809 fu gravemente ferito nel corso della battaglia di Wagram. Combatté le campagne del 1814/15 col grado di capitano dei dragoni del Baden.
Nel 1830 venne promosso al grado di tenente colonnello e nel 1832 a quello di colonnello e comandante di reggimento. Infine, nel 1843, venne promosso maggiore generale e comandante di una brigata di cavalleria. Durante la rivolta di Hecker divenne comandante di un corpo di osservazione nel centro del Baden. Con le operazioni per la soppressione del putsch di Struve, Gayling guidò una colonna nella battaglia di Staufen. Durante l'ammutinamento militare nel Baden nel maggio del 1849, Gayling non riuscì a trattenere le sue truppe dall'ammutinamento e fu costretto a lasciare la capitale assieme a molti altri alti ufficiali ed alla corte granducale. Dopo la soppressione della rivoluzione del Baden, venne pensionato momentaneamente, per poi essere reintegrato nell'esercito col ruolo di giudice della corte militare, col compito di giudicare il comportamento degli ufficiali badensi durante l'ammutinamento. Nel febbraio 1850 venne nominato governatore della fortezza di Rastadt, dove comandò unità provenienti da vari stati tedeschi. Nel 1857, in occasione del suo 50º anniversario di servizio, venne promosso al rango di generale di cavalleria.